# Richia salina
Richia salina är en fjärilsart som beskrevs av Barnes 1904. Richia salina ingår i släktet Richia och familjen nattflyn. Inga underarter finns listade.